# Carbo (cognomen)
Carbo is een cognomen in de gens Papiria met de betekenis: "de opgebrande" of "sintel".
Dragers van dit cognomen zijn:
- Gaius Papirius Carbo, praetor in 168 v.Chr.
- Gaius Papirius Carbo, consul in 120 v.Chr.
- Gnaius Papirius Carbo, consul in 113 v.Chr.
- Gaius Papirius Carbo Arvina, tribuun in ca. 90 v.Chr.
- Gnaius Papirius Carbo (consul in 85, 84 en 82 v.Chr.), drie keer consul rond 89-80 v.Chr.

|                             |                             |                             |                             |                             |                             |  |  | Gaius Papirius Carbo  |                       |                       |                       |                       |                       |  |  |                       |                       |                       |                       |                       |                       |  |  |                        |                        |                        |                        |                        |                        |  |  |  |  |  |  |
|                             |                             |                             |                             |                             |                             |  |  |                       |                       |                       |                       |                       |                       |  |  |                       |                       |                       |                       |                       |                       |  |  |                        |                        |                        |                        |                        |                        |  |  |  |  |  |  |
|                             |                             |                             |                             |                             |                             |  |  |                       |                       |                       |                       |                       |                       |  |  |                       |                       |                       |                       |                       |                       |  |  |                        |                        |                        |                        |                        |                        |  |  |  |  |  |  |
| Gaius Papirius Carbo        | Gaius Papirius Carbo        | Gaius Papirius Carbo        | Gaius Papirius Carbo        | Gaius Papirius Carbo        | Gaius Papirius Carbo        |  |  | Gnaius Papirius Carbo | Gnaius Papirius Carbo | Gnaius Papirius Carbo | Gnaius Papirius Carbo | Gnaius Papirius Carbo | Gnaius Papirius Carbo |  |  | Marcus Papirius Carbo | Marcus Papirius Carbo | Marcus Papirius Carbo | Marcus Papirius Carbo | Marcus Papirius Carbo | Marcus Papirius Carbo |  |  | Publius Papirius Carbo | Publius Papirius Carbo | Publius Papirius Carbo | Publius Papirius Carbo | Publius Papirius Carbo | Publius Papirius Carbo |  |  |  |  |  |  |
| Gaius Papirius Carbo        | Gaius Papirius Carbo        | Gaius Papirius Carbo        | Gaius Papirius Carbo        | Gaius Papirius Carbo        | Gaius Papirius Carbo        |  |  | Gnaius Papirius Carbo | Gnaius Papirius Carbo | Gnaius Papirius Carbo | Gnaius Papirius Carbo | Gnaius Papirius Carbo | Gnaius Papirius Carbo |  |  | Marcus Papirius Carbo | Marcus Papirius Carbo | Marcus Papirius Carbo | Marcus Papirius Carbo | Marcus Papirius Carbo | Marcus Papirius Carbo |  |  | Publius Papirius Carbo | Publius Papirius Carbo | Publius Papirius Carbo | Publius Papirius Carbo | Publius Papirius Carbo | Publius Papirius Carbo |  |  |  |  |  |  |
| Gaius Papirius Carbo Arvina | Gaius Papirius Carbo Arvina | Gaius Papirius Carbo Arvina | Gaius Papirius Carbo Arvina | Gaius Papirius Carbo Arvina | Gaius Papirius Carbo Arvina |  |  | Gnaius Papirius Carbo | Gnaius Papirius Carbo | Gnaius Papirius Carbo | Gnaius Papirius Carbo | Gnaius Papirius Carbo | Gnaius Papirius Carbo |  |  |                       |                       |                       |                       |                       |                       |  |  |                        |                        |                        |                        |                        |                        |  |  |  |  |  |  |